# Habitat traditionnel des Nord-Amérindiens
 (signalé en juillet 2025).
Si vous disposez d'ouvrages ou d'articles de référence ou si vous connaissez des sites web de qualité traitant du thème abordé ici, merci de compléter l'article en donnant les références utiles à sa vérifiabilité et en les liant à la section « Notes et références ».
- Archive Wikiwix
- Bing
- Cairn
- DuckDuckGo
- E. Universalis
- Gallica
- Google
- G. Books
- G. News
- G. Scholar
- Persée
- Qwant
- (zh) Baidu
- (ru) Yandex
- (wd) trouver des œuvres sur Wikidata

L'habitat traditionnel des Nord-Amérindiens (ou Indiens d'Amérique du Nord) était diversifié en fonction des populations concernées et de leur adaptation aux conditions géoclimatiques. Le style de vie (sédentaire, nomade ou semi-nomade) avait bien sûr une grande influence sur le type d'habitat.

## Wigwam

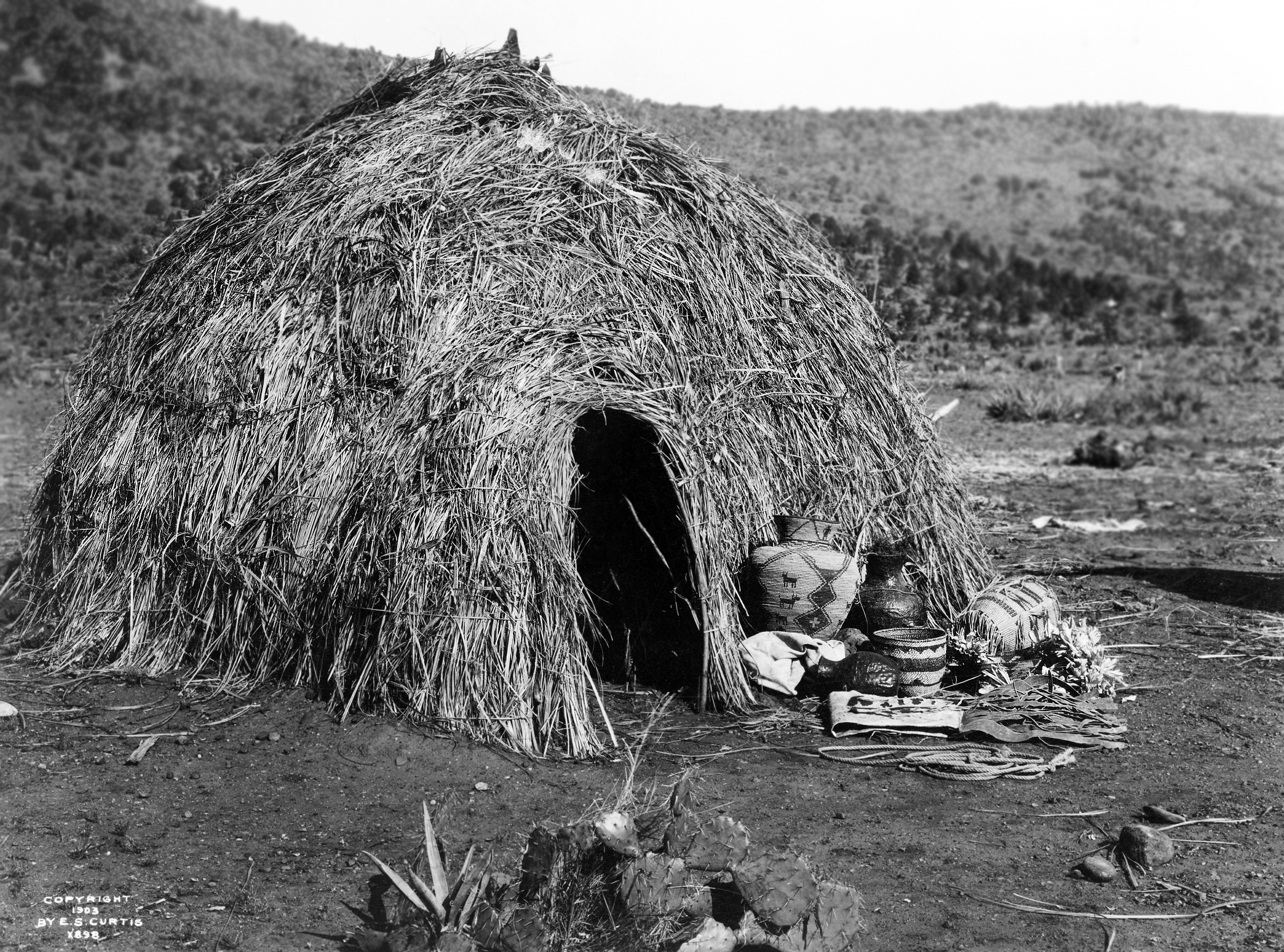
Un wigwam apache photographié par Edward Curtis en 1903

Un wigwam est un type d'habitation construit par les Amérindiens semi-nomades d'Amérique du Nord dont les Micmacs et les Algonquins. Il s'agit d'une habitation de plan circulaire ou allongé, pouvant abriter de 10 à 20 personnes. Sa structure est constituée d'un bâti de perches sur lequel est fixé le recouvrement d'écorces de bouleau, ou de nattes de quenouille ou de joncs. Une ouverture unique permet de pénétrer dans le wigwam.

## Tipi

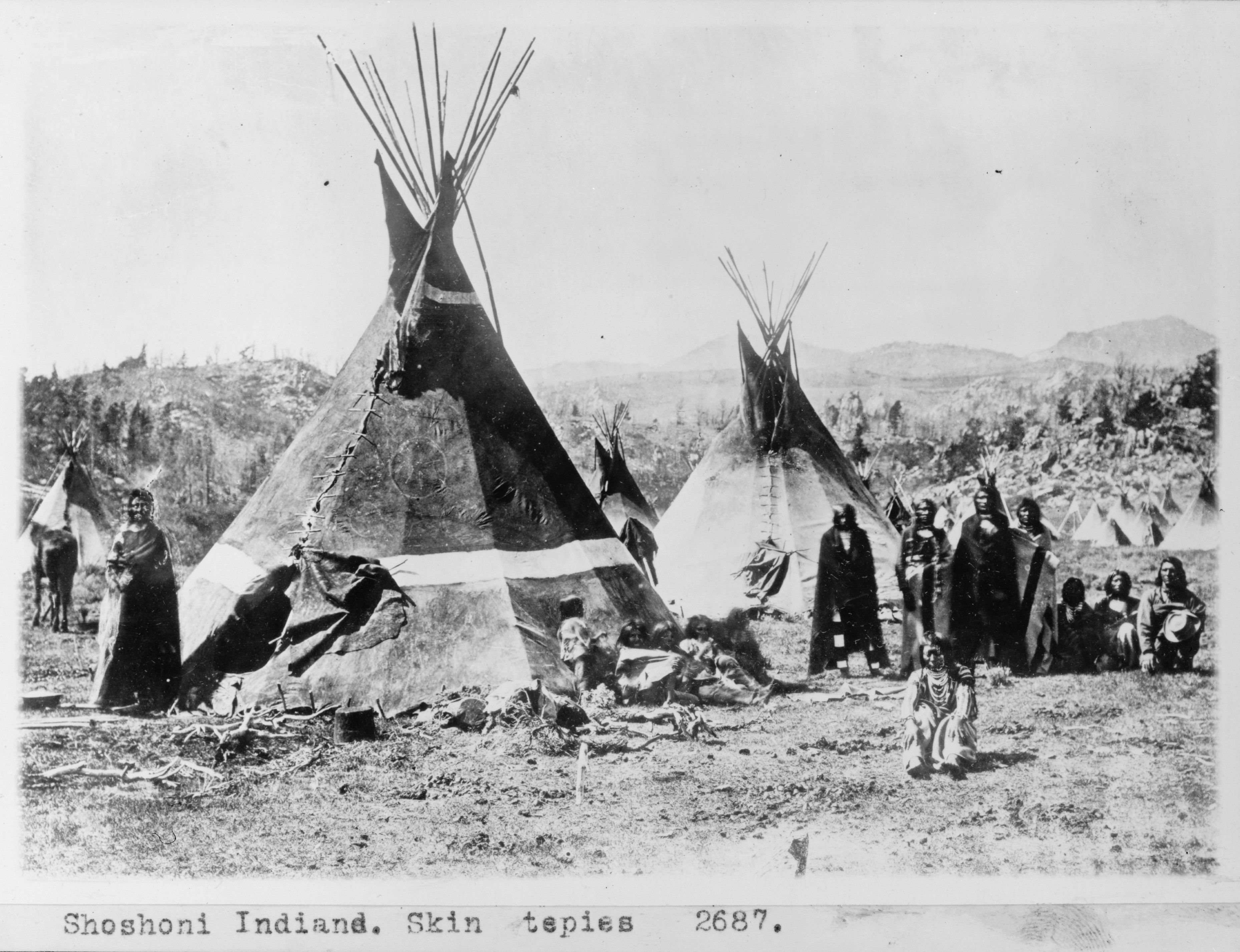
Tipis des indiens Shoshones, photographié par W. H. Jackson en 1870

Le tipi (de l'anglais Tepee, d'après le lakota Tipi qui signifie « habitat, maison ») est une tente de forme conique traditionnellement utilisée par certaines tribus Nord-Amérindiennes. Un tipi est composé de longues perches de bois appuyées les unes sur les autres puis recouvertes de peaux d'animaux. Utilisé par les Indiens des Plaines, le tipi est un abri très ingénieux. Il offre un gîte spacieux et propre, qui protège du froid par une isolation adaptée et de la chaleur grâce à un système de ventilation.
Le tipi était utilisé par des populations nomades des Grandes Plaines situées au centre de l'Amérique du Nord. Il était facilement démontable pour pouvoir être transportable. Cependant c'est avec l'arrivée du cheval apporté par les Européens, après 1800, qu'il a commencé à se généraliser.

## Maison longue amérindienne

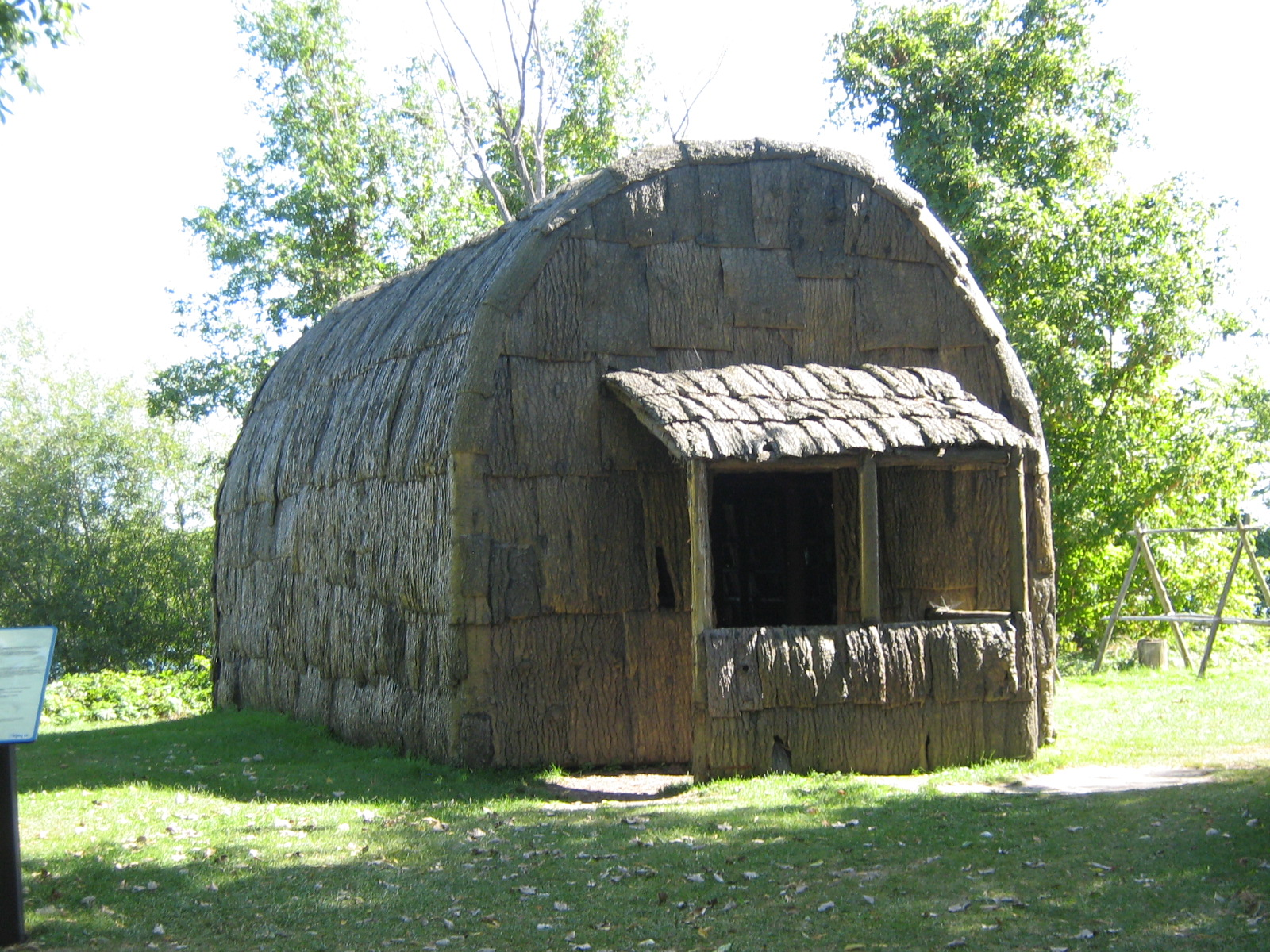
Reconstitution d'une maison longue sur l'île Grosbois, dans le parc national des Îles-de-Boucherville au Québec

La maison longue amérindienne est une habitation de forme allongée construite en bois. Sa longueur est de l'ordre de vingt à trente mètres de longueur, parfois jusqu'à cent mètres, tandis que sa largeur est généralement de cinq à sept mètres. La maison comporte généralement une porte d'entrée située dans l'axe principal. À l'intérieur de la maison se trouvent deux séries d'alcôves disposées de part et d'autre de cet axe longitudinal. Chaque alcôve est équipée d'un foyer. Un totem est parfois placé devant la maison. Les maisons longues étaient regroupées pour former un village.
La maison longue est un habitat traditionnel des Iroquois, on la trouvait également parmi les populations de l'ouest du Canada (en Colombie-Britannique).

## Hogan

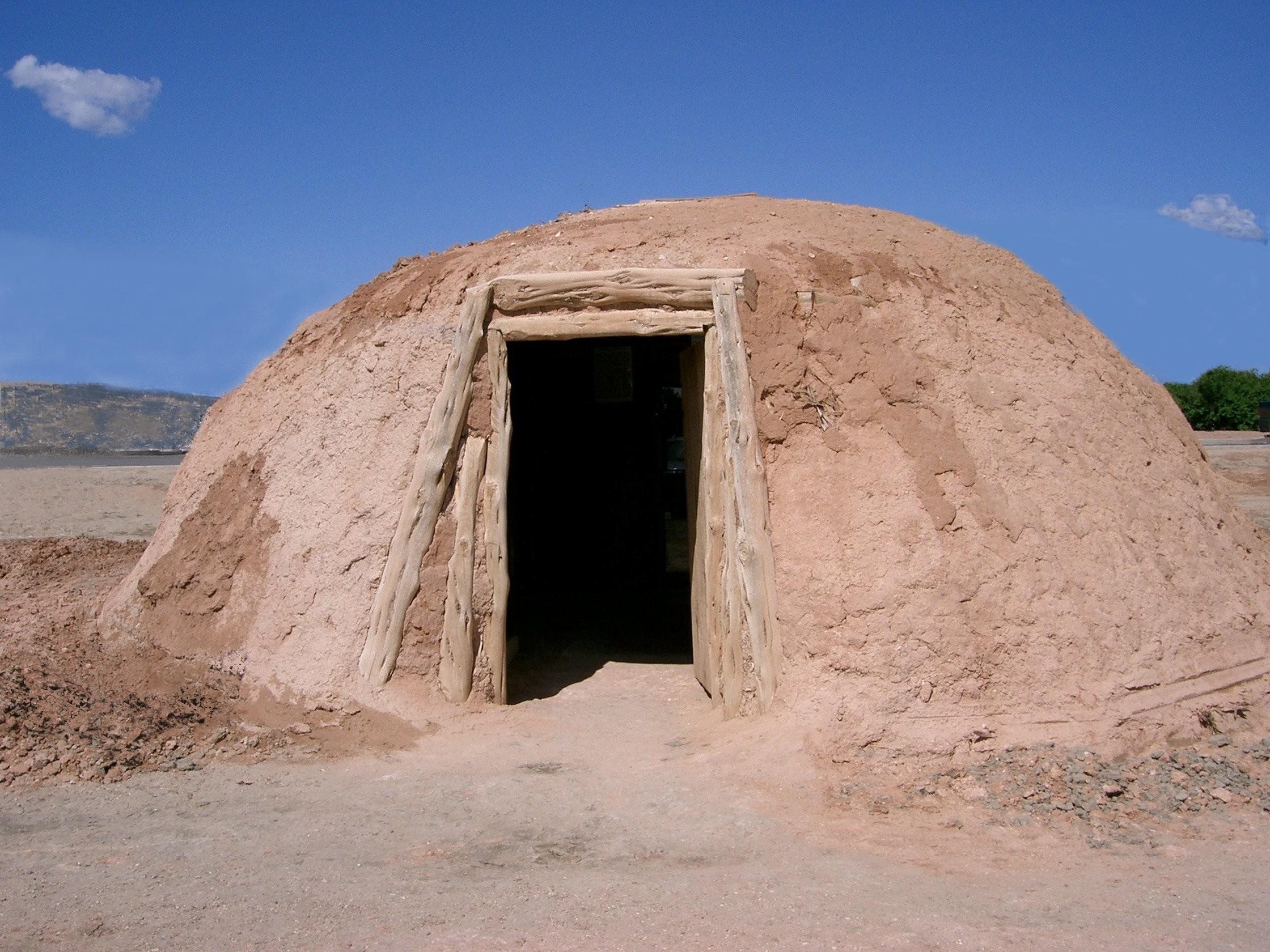
Reconstitution moderne d'un hogan-Navajo

Le hogan ou hoghan, ['hoʊ.gɔn] ou ['hoʊ.gən], du navajo hooghan [hoːɣan], est la maison traditionnelle des Indiens Navajos. Il désigne en fait plusieurs types de constructions dont la principale est le « hogan femelle » primitivement circulaire qui servait essentiellement d'habitation d'hiver.